# Batalla de Volnovakha
La batalla de Volnovakha va ser un enfrontament militar que va durar des del 25 de febrer de 2022 fins al 12 de març de 2022, com a part de l'ofensiva de l'est d'Ucraïna durant la invasió russa d'Ucraïna de 2022. a la ciutat de Volnovakha. Les forces russes i de la RPD van atacar les forces ucraïneses a la petita ciutat de Volnovakha a l'óblast de Donetsk, que es troba a prop de la frontera entre Ucraïna i la RPD. La batalla va ser encapçalada per les forces de la RPD i va provocar la destrucció generalitzada de la ciutat i les fortes baixes en ambdós costats.

## Batalla
El primer bombardeig de Volnovakha va començar el 25 de febrer, el segon dia de la invasió, i va colpejar zones civils. L'electricitat també va sortir a Volnovakha el segon dia. The Guardian va escriure que el bombardeig rus de Volnovakha s'assemblava a les tàctiques que Rússia havia utilitzat prèviament en objectius civils a Síria. Aquell mateix dia, les forces de la RPD van capturar la ciutat propera de Mykolaivka.
El 26 de les tropes de Febraury DPR van entrar a Volnovakha el matí, provocant enfrontaments amb el Batalló Ucraïnès Aidar. Es va produir una batalla de tancs a l'estació d'autobusos de Volnovakha, amb un servei ucraïnès que va declarar que les forces russes van perdre 50 homes en la batalla, tot i que van envair les posicions ucraïneses més tard. La batalla i els bombardejos del 26 de febrer van matar 20 civils, amb el diputat ucraïnès Dmytro Lubinets afirmant que els cossos no es recollien als carrers.
Entre el 26 i 28 de febrer, les forces ucraïneses tenien el control total de Volnovakha, tot i que els funcionaris ucraïnesos van declarar que el bombardeig va posar la ciutat a la vora d'una crisi humanitària. Durant aquests dos dies, els reforços d'ambdós bàndols van arribar a Volnovakha, amb forces de defensa territorial improvisades i voluntaris estrangers que ajudaven a Ucraïna, i regiments de Buriàtia, més brigades, i el Batalló Vostok de la RPD, tot preparant-se per a una segona batalla. Els enfrontaments es van reprendre el 28 de febrer.
L'1 de març el 90% dels edificis de la ciutat van ser danyats o destruïts, i Volnovakha també va ser tallada de l'electricitat. 346 civils van ser evacuats de Volnovakha, amb 400 més el 6 de març. Les forces ucraïneses i russes van acordar l'establiment d'un corredor humanitari desmilitaritzat el 7 de març a través de Volnovakha i la propera ciutat de Mariúpol, que havia estat sota setge des del 24 de febrer, per tal d'evacuar civils de les dues ciutats; no obstant això, les forces russes presumptament violaven la zona de desmilitarització.
El 3 de març les forces ucraïneses van abatre un avió rus, juntament amb l'helicòpter que va arribar per ajudar-lo després.
El 5 de març, el coronel de la RPD i comandant del batalló espartà Vladímir Zhoga va morir a Volnovakha, amb el seu pare Artem succeint-lo immediatament. Vladimir Zhoga va ser guardonat pòstumament amb el títol d'Heroi de la República Popular de Donetsk i Heroi de la Federació Russa per Denís Puixilin i Vladímir Putin respectivament.
L'11 de març, les forces russes controlaven efectivament Volnovakha, enfrontant-se només a una escassa resistència ucraïnesa. El governador de l'óblast de Donetsk, Pàvlo Kirilenko, va declarar que Volnovakha havia "deixat efectivament d'existir", després d'haver estat destruït en els combats.
El 12 de març Associated Press va declarar que la ciutat havia estat capturada. Més tard, els oficials ucraïnesos van informar que el capità Pavlo Sbytov, comandant del 503è Batalló d'Infanteria de Marina ucraïnès, havia mort en batalla.

## Conseqüències
El 14 de març, després de la batalla, un Sukhoi Su-25 ucraïnès va ser abatut per les forces russes prop de Volnovakha. El pilot, Roman Vasyliuk, capturat per les forces russes, va ser alliberat el 24 d'abril, per un intercanvi de presoners entre Rússia i Ucraïna. Després de la captura russa de la ciutat, el diari local "Nashe slovo" va deixar de publicar-se, ja que la majoria del personal ha deixat Volnovakha. Lidia Tarash, una de les periodistes del diari, es va veure obligada a fugir després que les tropes russes apuntessin contra la seva casa.
La captura de Volnovakha va consolidar el tancament de les línies ucraïneses i l'inici del setge de Mariupol, que va durar fins al 16 de maig.
L'1 de novembre, Ucraïna va afirmar haver destruït una base Kadírovtsi prop de Volnovakha.
El 22 de febrer de 2023, el cap de la Direcció Principal d'Intel·ligència del Ministeri de Defensa d'Ucraïna Kyrylo Budanov va descriure la derrota a Volnovakha com una de les tres derrotes ucraïneses més importants durant la Guerra russo-ucraïnesa, les altres dues derrotes a la batalla de Sievierodonetsk i la Crisi de Crimea i parts de les províncies de Donetsk i Luhansk per Rússia el 2014.